# Yunchalard Monchai
Yunchalard Monchai – tajski zapaśnik w stylu wolnym.
Brązowy medalista igrzysk Azji Południowo-Wschodniej i szósty w Pucharze Azji i Oceanii w 1997 roku.